# Heidi Brühl
Heidi Brühl (Gräfelfing, 30 gennaio 1942 – Starnberg, 8 giugno 1991) è stata una cantante e attrice tedesca.

## Biografia
Heidi Brühl prende lezioni di danza sin dall'età di 5 anni. Nel 1954 ad appena 12 anni viene notata dal regista e produttore Harald Braun che le offre un piccolo ruolo nel film Der letzte Sommer, dove interpreta la sorella minore dell'eroina Liselotte Pulver. Ciò che tuttavia la rese pienamente nota al grande pubblico fu l'anno successivo l'esordio come cantante nel ruolo di Dalli, protagonista nei cosiddetti "film Immenhof". Dapprima in Die Mädels vom Immenhof e gli anni seguenti nei due sequel Hochzeit auf Immenhof (1956) e Ferien auf Immenhof (1957).
Nel 1959 il padre, manager di Heidi, invia una demo della figlia alla casa discografica Philips Records, la quale le offre immediatamente un contratto di registrazione. Così, nell'agosto dello stesso anno esce Chico Chico Charlie, primo album da solista che sale sino al quinto posto nelle classifiche d'ascolto tedesche. Nel 1960 con la registrazione del brano scritto da Michael Jary Wir wollen niemals auseinandergehn vende più di un milione di copie e vince il disco d'oro. Nel concorso per l'ammissione all'Eurofestival dello stesso anno arriva al secondo posto, mentre si qualifica al Contest del 1963 con il brano Marcel, classificandosi nona su sedici posizioni. Tre mesi prima, mentre è ancora ventenne, muore suo padre.
Nel 1964 per continuare la carriera cinematografica si trasferisce da Monaco di Baviera a Roma, dove nel dicembre dello stesso anno sposa l'attore americano Brett Halsey. Dal matrimonio nasceranno due figli. Nel 1970 si trasferisce negli Stati Uniti, apparendo in diversi show televisivi a Las Vegas e nella serie Colombo. Nel 1973 torna in Germania per girare due sequel della serie Immenhof: Zwillinge vom Immenhof e Frühling auf Immenhof. Nel 1975 appare nel film di Clint Eastwood Assassinio sull'Eiger. La Brühl e Halsey divorziano nel 1976 e nel 1980 lei torna definitivamente in Germania. Tra i suoi ultimi lavori partecipa al doppiaggio de La storia infinita e interpreta la voce di Kirstie Alley in Senti chi parla 2.
Muore l'8 giugno 1991 a causa di un'insufficienza cardiaca durante un'operazione chirurgica per il trattamento del cancro al seno. Fu vegliata sino all'ultimo dalla figlia Nicole che aveva trascorso tre giorni e tre notti accanto la madre. In un'intervista al popolare Bild Zeitung ricorda che "le ho tenuto la mano. Mia madre ha sperato fino alla fine che ce l'avrebbe fatta."
È sepolta nel cimitero Waldfriedhof di Monaco.

## Filmografia

### Cinema
- Heideschulmeister Uwe Karsten, regia di Hans Deppe (1954)
- Der letzte Sommer, regia di Harald Braun (1954) - non accreditato

- Die Mädels vom Immenhof, regia di Wolfgang Schleif (1955)
- Roman einer Siebzehnjährigen, regia di Paul Verhoeven (1955)
- Hochzeit auf Immenhof, regia di Volker von Collande (1956)
- Le confessioni del filibustiere Felix Krull (Bekenntnisse des Hochstaplers Felix Krull), regia di Kurt Hoffmann (1957)
- Vater, unser bestes Stück, regia di Günther Lüders (1957)
- Le precoci (Die Frühreifen), regia di Josef von Báky (1957)
- Ferien auf Immenhof, regia di Hermann Leitner (1957)
- Man ist nur zweimal jung, regia di Helmut Weiss (1958)
- Solang' die Sterne glüh'n, regia di Franz Antel (1958)
- Ooh... diese Ferien, regia di Franz Antel (1958)
- Ohne Mutter geht es nicht, regia di Erik Ode (1958)
- Der Schäfer vom Trutzberg, regia di Eduard von Borsody (1959)
- Sulla via del delitto (Verbrechen nach Schulschluß), regia di Alfred Vohrer (1959)
- 2 x Adam, 1 x Eva, regia di Franz M. Lang (1959)
- Lass mich am Sonntag nicht allein, regia di Arthur Maria Rabenalt (1959)
- Freddy und die Melodie der Nacht, regia di Wolfgang Schleif (1960)
- Der Held meiner Träume, regia di Arthur Maria Rabenalt (1960)
- Schlager-Raketen, regia di Erik Ode (1960)
- Immer will ich dir gehören, regia di Arno Assmann (1960)
- Eine hübscher als die andere, regia di Axel von Ambesser (1961)
- Der Zigeunerbaron, regia di Kurt Wilhelm (1962)
- Capitan Sinbad (Captain Sindbad), regia di Byron Haskin (1963)
- Die Zwillinge vom Immenhof, regia di Wolfgang Schleif (1973)
- How to Seduce a Woman, regia di Charles Martin (1974)
- Frühling auf Immenhof, regia di Wolfgang Schleif (1974)
- Assassinio sull'Eiger (The Eiger Sanction), regia di Clint Eastwood (1975)
- Das Gesetz des Clans, regia di Eugen York (1977)
- Kleiner Mann was tun, regia di Uschi Madeisky e Klaus Werner (1981)

### Televisione
- Daphnis und Chloe, regia di Kurt Wilhelm – film TV (1957)

- Ein Walzertraum, regia di Kurt Wilhelm – film TV (1959)
- Sind Sie frei, Fräulein? – miniserie TV (1959)
- Wie Sie wünschen, regia di Bernhard Thieme – film TV (1961)
- Ein zärtliches Lied, regia di Heinz Liesendahl – film TV (1962)
- Die kleinste Schau der Welt, regia di Michael Pfleghar – film TV (1963)
- Annie Get Your Gun, regia di Sven Aarge Larsen – film TV (1965)
- Guten Abend... – serie TV (1966)
- Die Drehscheibe – serie TV, 1 episodio (1966)
- Auf den Flügeln bunter Träume, regia di Thomas Land – film TV (1968)
- Das Interview, regia di Gerhard Klingenberg – film TV (1969)
- Dem Täter auf der Spur – serie TV, episodio 1x09 (1970)
- Olympia - Olympia, regia di Kurt Wilhelm – film TV (1971)
- Colombo (Columbo) – serie TV, episodio 2x07 (1973)
- Glückliche Reise, regia di Eugen York – film TV (1975)
- Get Christie Love! – serie TV, episodio 1x19 (1975)
- Meine Schwester und ich, regia di Fred Kraus – film TV (1975)
- Großes Glück zu kleinen Preisen, regia di Dieter Pröttel – film TV (1975)
- Marcus Welby (Marcus Welby, M.D.) – serie TV, episodio 7x20 (1976)
- Träume kann man nicht verbieten, regia di Kurt Ulrich – film TV (1979)
- Locker vom Hocker – serie TV, episodio 1x01 (1979)
- Hollywood, ich komme, regia di Ralf Gregan – film TV (1980)
- So schön wie heut', so müßt' es bleiben, regia di Ekkehard Böhmer – film TV (1981)
- Das kann ja heiter werden – serie TV, episodio 1x03 (1982)
- Ehe oder Liebe, regia di Sigi Rothemund – film TV (1982)
- Ehen vor Gericht – serie TV, 1 episodio (1983)
- Hanna von acht bis acht, regia di Egon Günther – film TV (1983)
- Melodien für Millionen – serie TV, episodio 1x01 (1985)
- L'arca del dottor Bayer (Ein Heim für Tiere) – serie TV, episodi 1x09-1x10 (1985)
- Berliner Weiße mit Schuß – serie TV, episodio 2x02 (1985)
- Il commissario Köster (Der Alte) – serie TV, episodio 9x11 (1985)
- Un caso per due (Ein Fall für zwei) – serie TV, episodi 4x04-7x04 (1984-1987)
- Praxis Bülowbogen – serie TV, 6 episodi (1987)
- Dem Tod auf der Spur, regia di Wolf Gremm – film TV (1988)
- Im Schatten der Angst, regia di Wolf Gremm – film TV (1988)
- Geschichten hinterm Deich – miniserie TV (1989)
- Hotel Paradies – serie TV, episodio 1x02 (1990)
- Zwei Schlitzohren in Antalya – serie TV, 5 episodi (1991)

## Discografia

### Album
- Verliebt wie du und ich (1965)
- Meine Welt (1967)
- Wir wollen niemals auseinandergehn (1968)
- Heidi Brühl (1968)
- Think of me (1982)
- Weil's aus Liebe war (1991)

### Singoli
- Chico Chico Charlie (1959)
- Immer wenn du bei mir bist (1959)
- Wir werden uns finden (1959)
- Mister Love (1960)
- Wir wollen niemals auseinandergehn (1960)
- Ich liebe den Mondschein (1960)
- Immer will ich dir gehören (1960)
- Das kann morgen vorbei sein (1961)
- Die Hochzeitsmelodie (1961)
- Ich hätt getanzt heut nacht (1961)
- Sieh mal an (1961)
- Tag für Tag bekomme ich drei Rosen (1962)
- Marcel (1963)
- Man sagt, verliebt sein, das wäre wundervoll (1963)
- Wie wär's mit Charleston? (1963)
- Du gehst an mir vorbei (1963)
- Hernando's Hideaway (1964)
- Einmal sage ich ja (1964)
- Da war ein Girl, da war ein Boy (1965)
- Weiter dreht sich unsre Welt (1966)
- Hab keine Angst vor morgen (1966)
- Hundert Mann und ein Befehl (1966)
- Mein Weg mit dir (1967)
- Bleibe bei mir (1967)
- La, la, la (1968)
- La bambola (1968)
- Alles verstehen, heißt alles verzeihn (1968)
- Boom Bang-A-Bang (1969)
- Ich schließe meine Augen (1969)
- Vagabondo (1970)
- Regen fällt heute auf die Welt (1970)
- Der Schlüssel dafür (1971)
- Sinfonie (Elite) (1972)
- Da war meine Liebe schon vorbei (1973)
- Wenn die Liebe nicht wär auf der Welt (con la figlia Nicole) (1975)
- Komm, nimm mich (1978)
- Zärtlichkeit (1980)
- You are a Part of my Heart (1981)
- Mamacita (1982)
- No ties, no tears (1982)
- I'm still in love with you (1983)
- This time (avec John James) (1984)
- Sun in your heart (prodotto da Drafi Deutscher) (1989)